# Crazy Kids
Crazy Kids – singel amerykańskiej piosenkarki Keshy, wydany 30 kwietnia 2013 roku nakładem wytwórni fonograficznej RCA Records. Utwór został wydany jako trzeci singel promujący album Warrior. Piosenkę wyprodukowali Dr. Luke, Cirkut, Benny Blanco, którzy napisali ją wspólnie z Ke$hą i will.i.am'em.
Teledysk do utworu miał swoją premierę 28 maja 2013 roku na kanale MTV zaraz po zakończeniu emisji finałowego odcinka dokumentu telewizyjnego Kesha: My Crazy Beautiful Life. Wideo otrzymało negatywne opinie krytyków za udział will.i.am w utworze, a pozytywne za strój Ke$hy oraz tatuaże Iluminatów w wideo.

## Listy utworów i formaty singla
- Digital download[2]

1. „Crazy Kids” (featuring will.i.am) — 3:49

- Digital download[3]

1. „Crazy Kids” (featuring Juicy J) — 3:49

- Promo single[4]

1. „Crazy Kids” (featuring will.i.am) (Squeaky Clean Radio Edit) — 3:49
2. „Crazy Kids” (featuring will.i.am) (Radio Edit) — 3:49
3. „Crazy Kids” (Album version) — 3:49

- German iTunes EP[5]

1. „Crazy Kids” (featuring will.i.am) — 3:49
2. „Crazy Kids” (featuring Juicy J) — 3:49
3. „Crazy Kids” — 3:50
4. „Crazy Kids” (Instrumental Version) — 3:48
5. „Crazy Kids” (Video) — 3:47

## Notowania i certyfikaty
| Lista (2013)                              | Pozycja |
| ----------------------------------------- | ------- |
| Australia (ARIA)                          | 32      |
| Austria (Ö3 Austria Top 40)               | 58      |
| Belgia (Ultratop 50 Flandria)             | 5       |
| Belgia (Ultratop 50 Walonia)              | 8       |
| Kanada (Canadian Hot 100)                 | 47      |
| Liban (Lebanese Top 20)                   | 14      |
| Niemcy (Media Control AG)                 | 56      |
| Irlandia (IRMA)                           | 14      |
| Korea Południowa (GAON)                   | 2       |
| Słowacja (IFPI)                           | 32      |
| Szkocja (The Official Charts Company)     | 22      |
| Wielka Brytania (Official Charts Company) | 27      |
| US (Billboard Hot 100)                    | 40      |
| US Pop Songs (Billboard)                  | 19      |
| US Hot Dance Club Songs (Billboard)       | 32      |

| Kraj                     | Certyfikat | Sprzedaż |
| ------------------------ | ---------- | -------- |
| Australia (ARIA)         | Złoto      | 35,000+  |
| Stany Zjednoczone (RIAA) | Złoto      | 500,000+ |

## Historia wydania
| Kraj              | Data             | Format                   | Wersja          |
| ----------------- | ---------------- | ------------------------ | --------------- |
| Stany Zjednoczone | 29 kwietnia 2013 | Contemporary Hit Radio   | will.i.am remix |
| Stany Zjednoczone | 30 kwietnia 2013 | Digital download         | will.i.am remix |
| Australia         | 2 maja 2013      | Contemporary hit radio   | will.i.am remix |
| Stany Zjednoczone | 7 maja 2013      | Rhythmic radio           | will.i.am remix |
| Stany Zjednoczone | 21 maja 2013     | Rhythmic crossover radio | Juicy J Remix   |
| Stany Zjednoczone | 21 maja 2013     | Digital download         | Juicy J Remix   |
| Wielka Brytania   | 7 czerwca 2013   | Digital download         | will.i.am remix |